# Pilot (Melrose Place)
Pilot is de eerste aflevering van het eerste seizoen van de soapserie Melrose Place, die voor het eerst werd uitgezonden op 8 juli 1992. Het is de enige aflevering die een speelduur heeft van 90 minuten.
Jennie Garth, Ian Ziering, Tori Spelling en Brian Austin Green maken allemaal een verschijning als hun karakters uit Beverly Hills, 90210 in de aflevering.

## Verhaal
Allison ontdekt dat haar kamergenoot Natalie spoorloos is verdwenen. Als ze in de buurt vraagt of mensen haar hebben gezien, maken ze duidelijk dat Natalie niet een aardige dame is. Michael vertelt haar dat ze de huur moet betalen, maar ze kan maar de helft betalen.
Later komt ze Rhonda tegen, die haar vertelt dat ze Natalie met al haar koffers zag vertrekken. Allison gaat vervolgens op zoek naar een nieuwe kamergenoot. Op weg naar het kantoor, waar ze werkt als receptioniste, rijdt ze tegen de auto van haar baas Hal Barber aan en leren ze elkaar beter kennen.
Ondertussen zet Kelly Donna en David af om naar Jake te gaan. Jake is echter niet thuis. Alison leert Billy Campbell kennen. Hij vertelt uit het huis van zijn ouders te willen verhuizen en toont interesse als haar kamergenoot. Ze stuurt hem weg, maar vlak voordat hij vertrekt, geeft hij haar zijn telefoonnummer.
Eenmaal bij Shooters, vertelt Sandy aan Jake dat Kelly langs is gekomen. Ondertussen maakt Allison kennis met eventuele kamergenoten, maar vindt niemand geschikt. Ze wordt verrast door Michael, die haar vertelt dat ze uit huis gezet zal worden als ze niet snel haar huur zal betalen. In een wanhopige bui accepteert ze toch Billy als haar kamergenoot en kan ze haar huur betalen. Ze kan echter moeilijk wennen aan het feit dat ze met een jongen samenwoont en ook Billy ontdekt dat hij zich zal moeten aanpassen.
Kelly confronteert Jake met het feit dat hij haar ontwijkt en hij antwoordt dat ze te hard van stapel loopt. Na een kleine ruzie leggen ze het bij en vraagt Jake haar mee uit eten, voordat ze elkaar zoenen. Ondertussen leert Rhonda Daniel kennen in haar aerobicsklas. Hij vraagt haar mee uit en zij accepteert het aanbod.
Rhonda gaat naar Jane om kledingadvies te krijgen voor haar date. Jane biecht op dat ze het berouwt haar man zou weinig te zien. Allison ontdekt dat Billy een dansleraar is en lacht hem daarmee uit.
Als Jake Kelly mee uitneemt naar Shooters, neemt Sandy, die daar werkt als serveerster, haar in de zeik met haar leeftijd. Later komt ze Donna, David en Steve tegen in de club. Ze wordt boos op Donna, die zegt dat ze Jake niet vertrouwt. Jake zet Kelly aan de kant en zegt haar dat ze niet geschikt voor elkaar zijn.
Jane heeft een romantische avond met Michael georganiseerd. Dit wordt onderbroken als hij ontdekt dat Allison en Billy's betaling niet is geaccepteerd. Allison wordt boos op Billy en dreigt hem uit huis te zetten als hij niet snel met zijn deel van de huur komt. Hij komt echter al snel met het geld.
Terwijl Hal Allison mee uitneemt op een lanceringsfeest van een nieuw product van haar werk, gaat Rhonda mee uit op een date met Daniel. Hoewel Rhonda's diner met Daniel flink tegenvalt, vermaakt Allison zich uitstekend met Hal. Echter, als hij haar probeert te zoenen, duwt ze hem van zich af. Het is Billy die haar uiteindelijk redt. Hal dreigt Allison te laten ontslaan voordat hij vertrekt.
Kelly gaat naar Jake, waar ze het bijleggen. Allison vertelt Billy dat ze hem graag als huisgenoot heeft. Ondertussen geeft Michael zijn vrouw ontbijt op bed. Jane biecht op eenzaam te zijn, omdat Michael constant weg is voor zijn werk.

## Rolverdeling
- Josie Bissett - Jane Andrews Mancini
- Thomas Calabro - Dr. Michael Mancini
- Amy Locane - Sandy Louise Harling
- Doug Savant - Matt Fielding
- Grant Show - Jake Hanson
- Andrew Shue - Billy Campbell
- Courtney Thorne-Smith - Allison Parker
- Vanessa Williams - Rhonda Blair
- Jennie Garth - Kelly Taylor
- Brian Austin Green - David Silver
- Tori Spelling - Donna Martin
- Ian Ziering - Steve Sanders
- Sherman Howard - Hal Barber
- Victor Love - Daniel